# Campeonato Uruguaio de Futebol de 1916
O Campeonato Uruguaio de Futebol de 1916 consistiu em uma competição com dois turnos, no sistema de todos contra todos. O campeão foi o Nacional, que conquistou o torneio de forma invicta.

## Classificação[1]
| Pos | Equipe               | Pts | J  | V  | E | D | GP | GC | SG  |
| --- | -------------------- | --- | -- | -- | - | - | -- | -- | --- |
| 1°  | Nacional             | 30  | 16 | 14 | 2 | 0 | 28 | 5  | 23  |
| 2°  | Peñarol              | 18  | 16 | 7  | 4 | 5 | 29 | 19 | 10  |
| 3°  | Montevideo Wanderers | 17  | 16 | 7  | 3 | 6 | 13 | 20 | -7  |
| 4°  | Central              | 15  | 16 | 6  | 3 | 7 | 16 | 17 | -1  |
| 5°  | River Plate FC       | 13  | 16 | 4  | 5 | 7 | 18 | 17 | 1   |
| 6°  | Universal            | 13  | 16 | 3  | 7 | 6 | 16 | 19 | -3  |
| 7°  | Dublin               | 13  | 16 | 4  | 5 | 7 | 13 | 17 | -4  |
| 8°  | Defensor             | 13  | 16 | 4  | 5 | 7 | 10 | 17 | -7  |
| 9°  | Reformers            | 12  | 16 | 5  | 2 | 9 | 10 | 22 | -12 |

|  | Campeão. |

Promovido para a próxima temporada: Charley.
| Campeonato Uruguaio de 1916  |
| ---------------------------- |
| Nacional Campeão (5º título) |